# 湖南城市學院
湖南城市学院是一所位于中华人民共和国湖南省益阳市的全日制本科高校。

## 历史沿革
湖南城市学院的历史可以追溯到1970年春季由湖南省革命委员会创办的益阳地区师范专科学校，此后曾多次变更名称，先后易名为益阳地区师资训练班、湖南师范学院益阳分院等，1992年，改称益阳师范高等专科学校。
1978年10月，湖南省人民政府创办益阳基础大学，1984年11月，更名为湖南城市建设专科学校。1994年，再更名为湖南城建高等专科学校。
2002年，湖南城建高等专科学校与益阳师范高等专科学校合并建立湖南城市学院。

## 院系设置
至2021年，该校设有14个二级学院，55个本科专业。建筑与城市规划学院、土木工程学院、市政与测绘工程学院、信息与电子工程学院、材料与化学工程学院、机械与电气工程学院、管理学院、艺术学院、体育学院（大学体育教学部）、理学院（教师教育学院）、人文学院（大学英语教学部）、马克思主义学院、国际教育学院（国际合作与交流中心、港澳台事务办公室）及继续教育学院。

## 学术研究
因该校所在地益阳市的安化县以生产黑茶著称，因此该校设有湖南省高校黑茶发酵工艺与质量控制关键技术产学研示范基地、益阳市黑茶加工工程技术研究中心等研究基地。
2017年11月，湖南城市学院新增为第二批湖南省硕士学位授予单位立项建设单位，2021年，中华人民共和国教育部同意该校增设城乡规划专业、土木水利专业两个硕士学位点。

## 国际合作
湖南城市学院与加纳的海岸角大学在海岸角建立有孔子学院。